# Vellozia marcescens
Vellozia marcescens är en enhjärtbladig växtart som beskrevs av Lyman Bradford Smith. Vellozia marcescens ingår i släktet Vellozia och familjen Velloziaceae. Inga underarter finns listade.